# Friedrich Olbricht

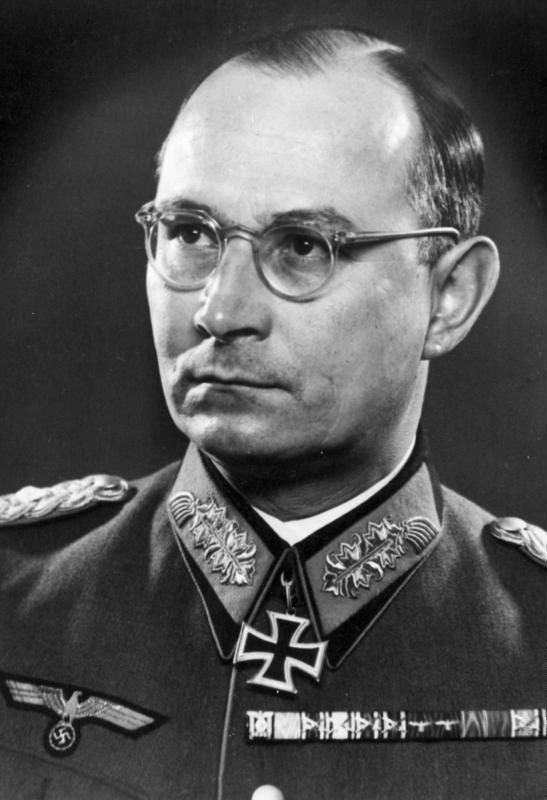
Friedrich Olbricht (1939)

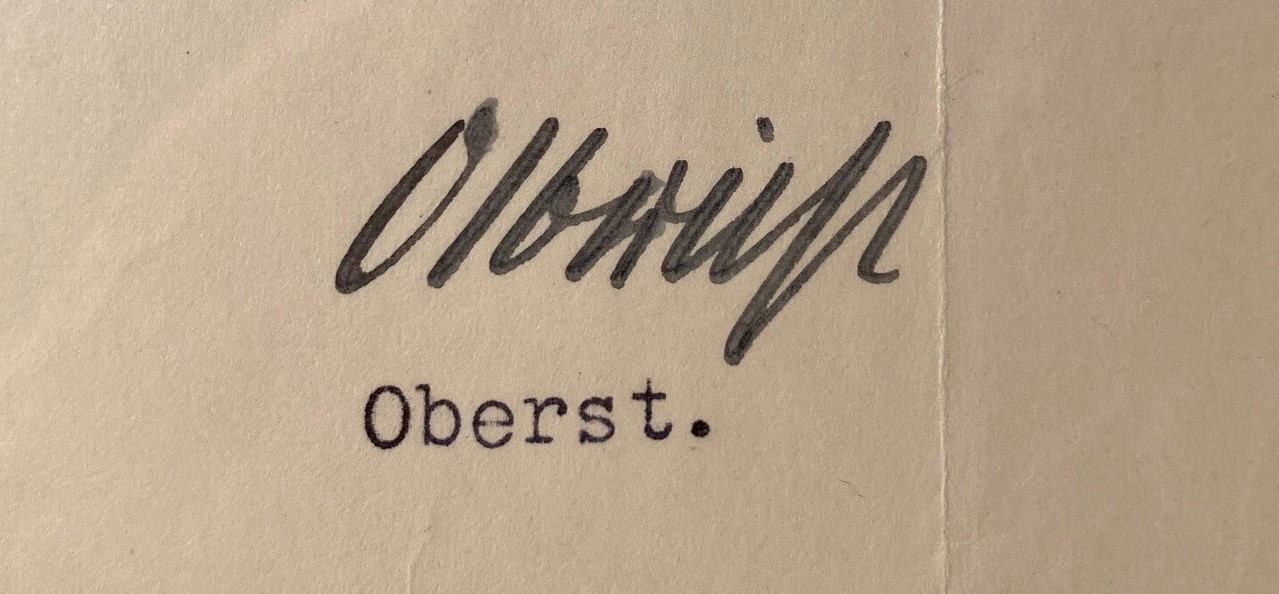
Unterschrift Olbricht

Friedrich Olbricht (* 4. Oktober 1888 in Leisnig, Sachsen; † 20. Juli 1944 in Berlin) war ein deutscher General der Infanterie. Er war am Attentat vom 20. Juli 1944 auf Adolf Hitler maßgeblich beteiligt.

## Leben
Nach dem Abitur 1907 am Städtischen Gymnasium Bautzen, dem heutigen Philipp-Melanchthon-Gymnasium Bautzen, trat Friedrich Olbricht als Fahnenjunker in das Infanterie-Regiment „König Georg“ (7. Königlich Sächsisches) Nr. 106 in Leipzig ein. Er nahm von 1914 bis 1918 am Ersten Weltkrieg teil und zog 1918 mit den Soldatenräten in Leipzig ein.
1919 wurde er als Hauptmann in die nach den Bestimmungen des Versailler Vertrages verkleinerte Reichswehr übernommen. Besonders seit dem Hitler-Putsch 1923 in München stand er der nationalsozialistischen Bewegung außerordentlich distanziert gegenüber. Ab 1926 war er in der Abteilung Fremde Heere des Reichswehrministeriums tätig. Während dieser Zeit wurde er zum Major befördert. Bis Ende 1931 verblieb er in der inzwischen umstrukturierten Abteilung Fremde Heere und wechselte von hier als Bataillonskommandeur nach Dresden. Im Herbst 1933 wurde er Stabschef der 4. Division in Dresden. Während der sogenannten „Röhm-Affäre“ schützte er mehrere Militärangehörige vor der Ermordung, da er sie unter militärischen Schutz stellte. In Dresden erfolgte 1935 seine Ernennung zum Stabschef des IV. Armeekorps. Anfang 1938 beteiligte er sich an der Intervention innerhalb der Generalität gegen die Entlassung Werner von Fritsch und des Reichskriegsministers Werner von Blomberg. Ab November 1938 übernahm er die Führung der 24. Infanterie-Division.

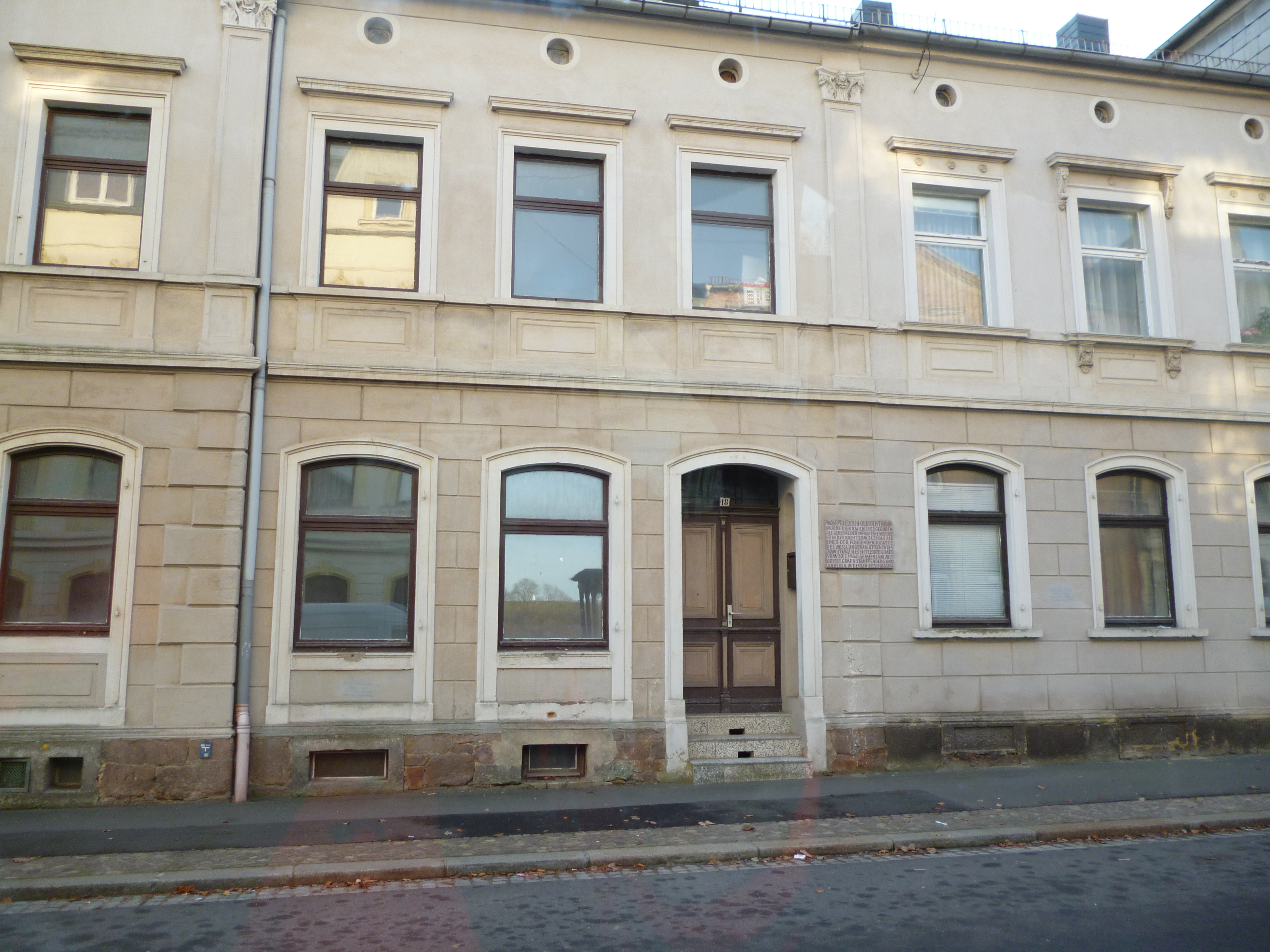
Geburtshaus Friedrich Olbrichts in Leisnig

Durch seinen Freund Hans Oster kam Friedrich Olbricht um 1938 in Kontakt mit den Widerstandkreisen um Generaloberst Ludwig Beck. Die zu diesem Zeitpunkt geplanten Aktivitäten wurden aber wegen der Wirkung des Münchener Abkommens vorerst eingestellt. An der Besetzung der Tschechoslowakei nahm er im März 1939 als Divisionskommandeur teil. Mit Beginn des Zweiten Weltkriegs führte er als Kommandeur die 24. Infanterie-Division beim Überfall auf Polen. Für seine Leistungen bei der Einschließung Warschaus erhielt er das Ritterkreuz des Eisernen Kreuzes. Am 15. Februar 1940 wurde ihm die Leitung des Allgemeinen Heeresamtes im Oberkommando des Heeres übertragen. Damit verfügte er über eine Schlüsselposition in der Wehrmacht. Neben den Einblicken in die reale Lage konnte er von dieser Position aus die Zusammenführung der verschiedenen Oppositionsgruppen innerhalb und außerhalb militärischer Kreise in Angriff nehmen. In konsequenter Geheimhaltung gelang ihm dieser Schritt, weitere Repräsentanten auch außerhalb des Militärs einzubeziehen und schleuste  einzelne Oppositionelle in bedeutsame militärische Positionen für den entscheidenden Schritt des Widerstandes gegen Hitler ein. Am 1. Juni 1940 wurde er mit Wirkung und Rangdienstalter vom 15. Februar 1940 zum General der Infanterie befördert. Zusätzlich wurde ihm 1943 die Leitung des Wehrersatzamtes beim Oberkommando der Wehrmacht übertragen.

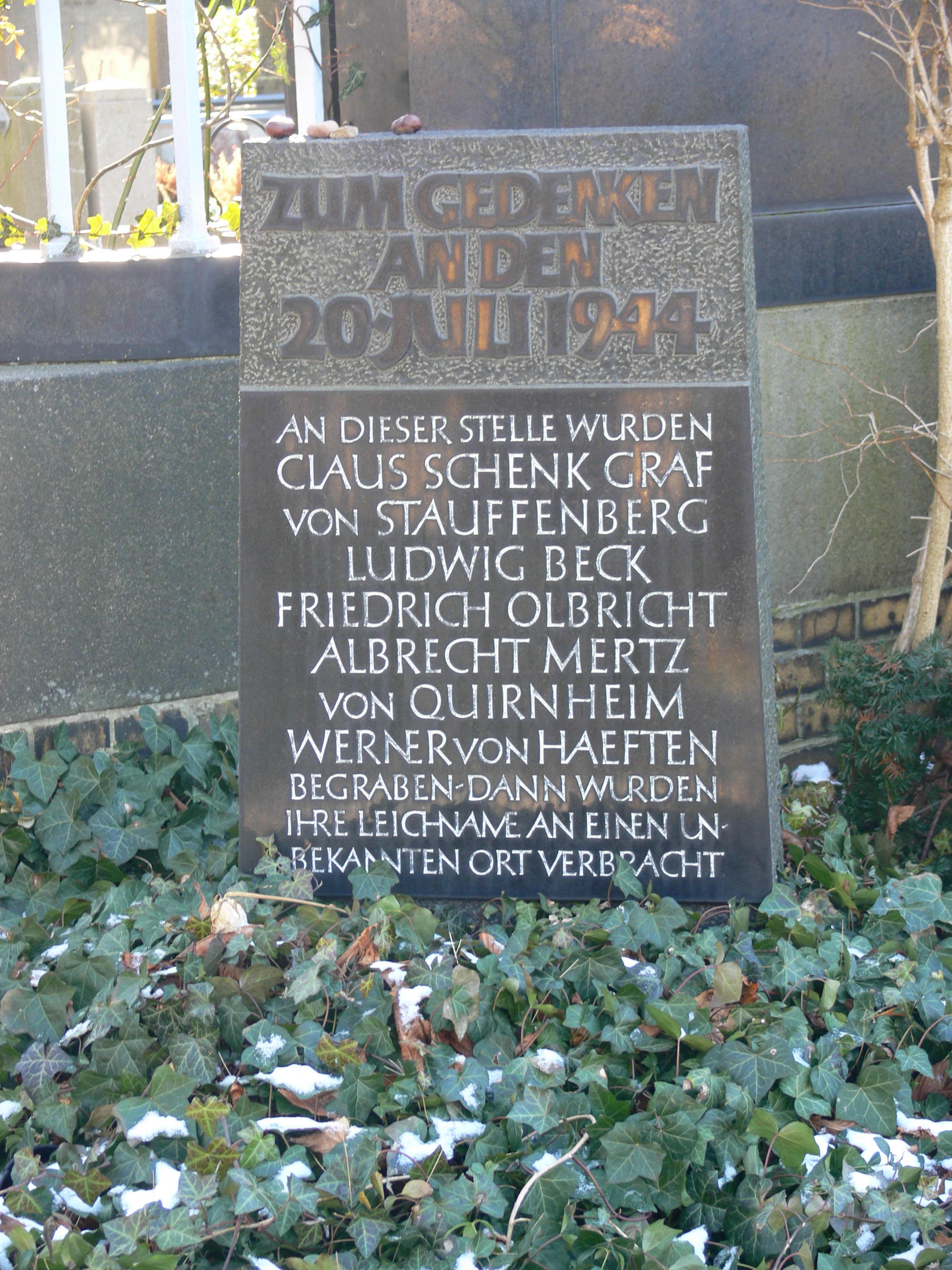
Gedenkstein auf dem Alten St.-Matthäus-Kirchhof an der kurzzeitigen Grabstätte Olbrichts und weiterer Opfer des 20. Juli 1944 (2009)

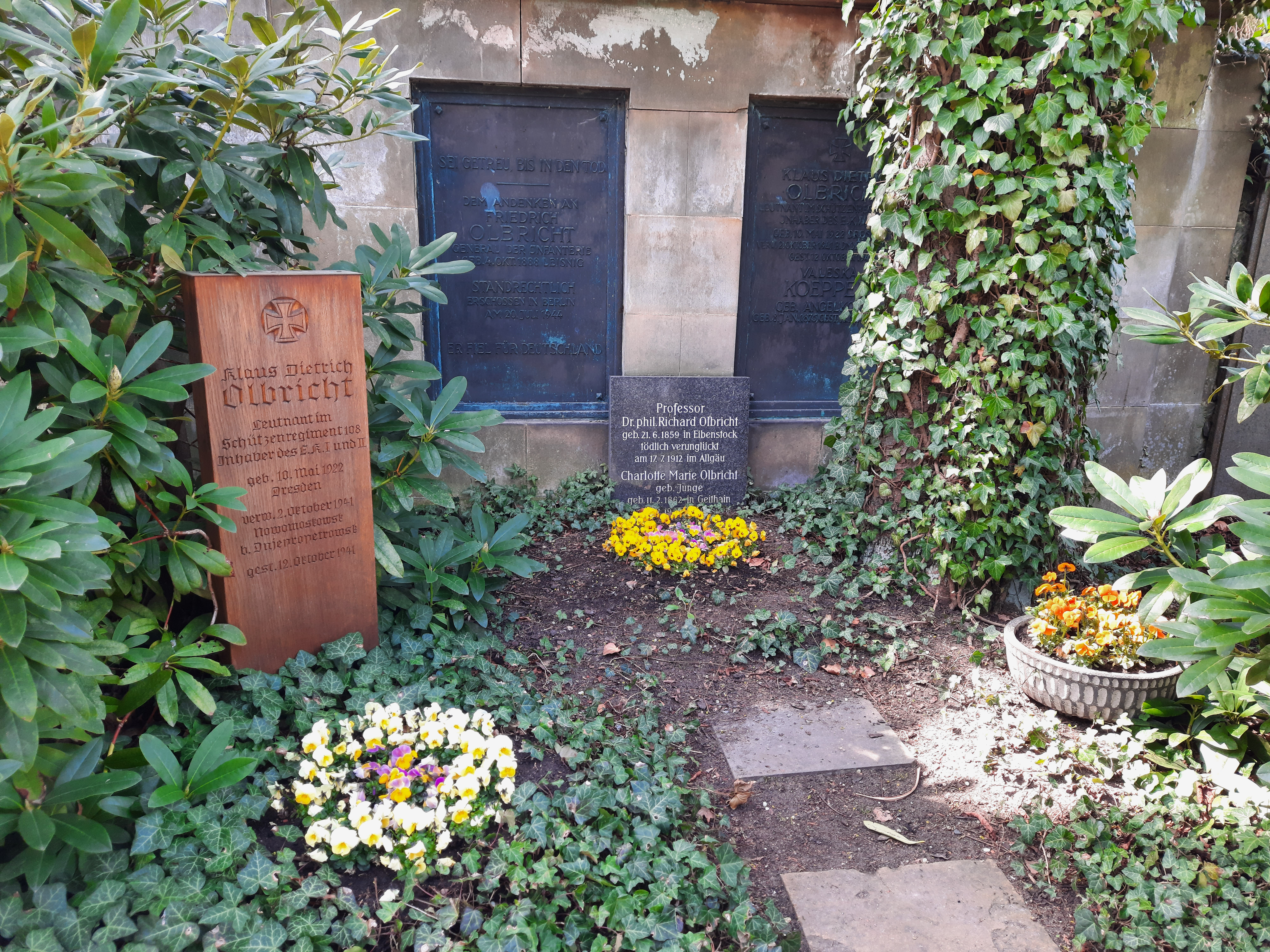
Dresden: Nordfriedhof

Nach dem im März 1944 fehlgeschlagenen Versuch, Hitler durch ein Sprengstoffattentat in seinem Flugzeug zu beseitigen, wurde der seit 1941 für den Fall innerer Unruhen bestehende „Walküre“-Plan für den Umsturz umfunktioniert. Olbricht beteiligte sich maßgeblich an der Organisation der Widerstandskreise um Generaloberst Ludwig Beck, Carl Friedrich Goerdeler und Generalmajor Henning von Tresckow und an den konkreten Planungen zum Attentat auf Adolf Hitler. So forderte er 1943  Oberst Claus Schenk Graf von Stauffenberg, den späteren Attentäter des 20. Juli 1944, und kurz darauf Albrecht Ritter Mertz von Quirnheim als Mitarbeiter an. Am Tage des Umsturzversuches löste er mit Oberst Albrecht Mertz von Quirnheim den für den Fall innerer Unruhen vorbereiteten „Walküre“-Plan zur Mobilmachung des Ersatzheeres aus. Nach dem Scheitern wurde er in der Nacht vom 20. auf den 21. Juli 1944 auf Veranlassung von Generaloberst Friedrich Fromm, der seine eigene Mitwisserschaft zu verschleiern versuchte, im Hof des Bendlerblocks in Berlin gemeinsam mit von Quirnheim, von Stauffenberg und von Haeften standrechtlich erschossen. Ob die Erschießungen noch am selben Tag erfolgten oder erst nach Mitternacht ist unklar, die Geschichtsschreibung und die später ausgestellte Sterbeurkunde Stauffenbergs nennen den 20. Juli 1944.
Olbrichts Leiche wurde, zusammen mit weiteren Opfern des 20. Juli, auf dem Alten St.-Matthäus-Kirchhof in Berlin-Schöneberg begraben. Wenig später wurden die Toten von der SS exhumiert, im Krematorium Wedding verbrannt und die Asche auf Rieselfeldern verstreut.
Bundespräsident Joachim Gauck erinnerte in seiner Rede zum 70. Jahrestag des Attentats am 20. Juli 2014 auch an die Witwe Olbrichts, die 1952 den Grundstein für das Ehrenmal im Innenhof des Bendlerblocks „Junger Mann mit gebundenen Händen“ von Richard Scheibe gelegt hatte: „Wir haben auch eine Wahl zwischen Erinnern und Vergessen. Deshalb möchte ich heute daran erinnern, dass es eine mutige Einzelne war – Eva Olbricht, die Witwe des hier erschossenen Generals – die 1952 den Grundstein für das Ehrenmal in diesem Ehrenhof legte.“
In mehreren Städten sind Straßen nach ihm benannt worden. Zudem trägt die in Leipzig ansässige Bundeswehrkaserne seinen Namen.
Seit Oktober 2008 erinnert ein „Stolperstein“ des Kölner Künstlers Gunter Demnig, platziert an seinem letzten Wohnsitz in der Wielandstraße 6 im Chemnitzer Stadtteil Kaßberg, an Olbricht.

## Familie
Friedrich Olbricht war seit 1918 mit Eva Emma Therese, geb. Koeppel (1895–1991) verheiratet. Das Paar hatte zwei Kinder, Sohn Klaus starb nach Verwundung 1941, seine Tochter Rosemarie heiratete den Major der Luftwaffe Friedrich Georgi. Sie verstarb 1988.
Der Kunstmäzen Thomas Olbricht ist sein Großneffe.

## Beförderungen
- 1. April 1907: Fahnenjunker
- 19. November 1907: Fähnrich
- 14. August 1908: Leutnant (Patent vom 14. Februar 1907)
- 8. Dezember 1914: Oberleutnant
  - später neues Rangdienstalter (RDA) vom 25. September 1914 erhalten
- 22. Mai 1916: Hauptmann
  - später neues RDA vom 18. April 1916 erhalten
- 1. Februar 1929: Major mit RDA vom 1. März 1927
- 1. Oktober 1931: Oberstleutnant
- 1. Februar 1934: Oberst
- 1. April 1937: Generalmajor
- 18. Januar 1939: Generalleutnant mit Wirkung vom 1. Januar 1939
- 1. Juni 1940: General der Infanterie mit Wirkung vom 15. Februar 1940

## Auszeichnungen und Ehrungen
- k.u.k. Franz-Joseph Orden (ÖFJ R) am 23. Dezember 1913
- Eisernes Kreuz (1914) II. und I. Klasse[8]
- Ritterkreuz des Militär-St. Heinrichs-Ordens mit Schwertern[8] am 17. November 1914
- Ritterkreuz II. Klasse des Sächsischen Verdienstordens mit Schwertern[8] am 15. Dezember 1915
- Ritterkreuz II. und I. Klasse des Albrechts-Ordens mit Schwertern[8]
  - II. Klasse am 31. Oktober 1914
- Ehrenkreuz für Frontkämpfer am 12. Oktober 1934
- Wehrmacht-Dienstauszeichnung, IV. bis I. Klasse
- Ungarische Weltkriegs-Erinnerungsmedaille mit Schwertern
- Kriegserinnerungsmedaille 1915/1918
- Medaille zur Erinnerung an den 13. März 1938
- Medaille zur Erinnerung an den 1. Oktober 1938 mit Spange „Prager Burg“
- Cruz al Mérito Militar de España, III. Klasse
- Wiederholungsspange (1939) zum Eisernen Kreuz II. und I. Klasse (1914)
- Kriegsverdienstkreuz (1939), II. und I. Klasse mit Schwertern
- Ungarischer Verdienstorden, Kommandeur mit Stern
- Ritterkreuz des Eisernen Kreuzes am 27. Oktober 1939[9] als Generalleutnant und Kommandeur der 24. Infanterie-Division
- Deutsches Kreuz in Silber am 1. August 1943[9] als General der Infanterie und Chef des Allgemeinen Heeresamtes im Oberkommando des Heeres

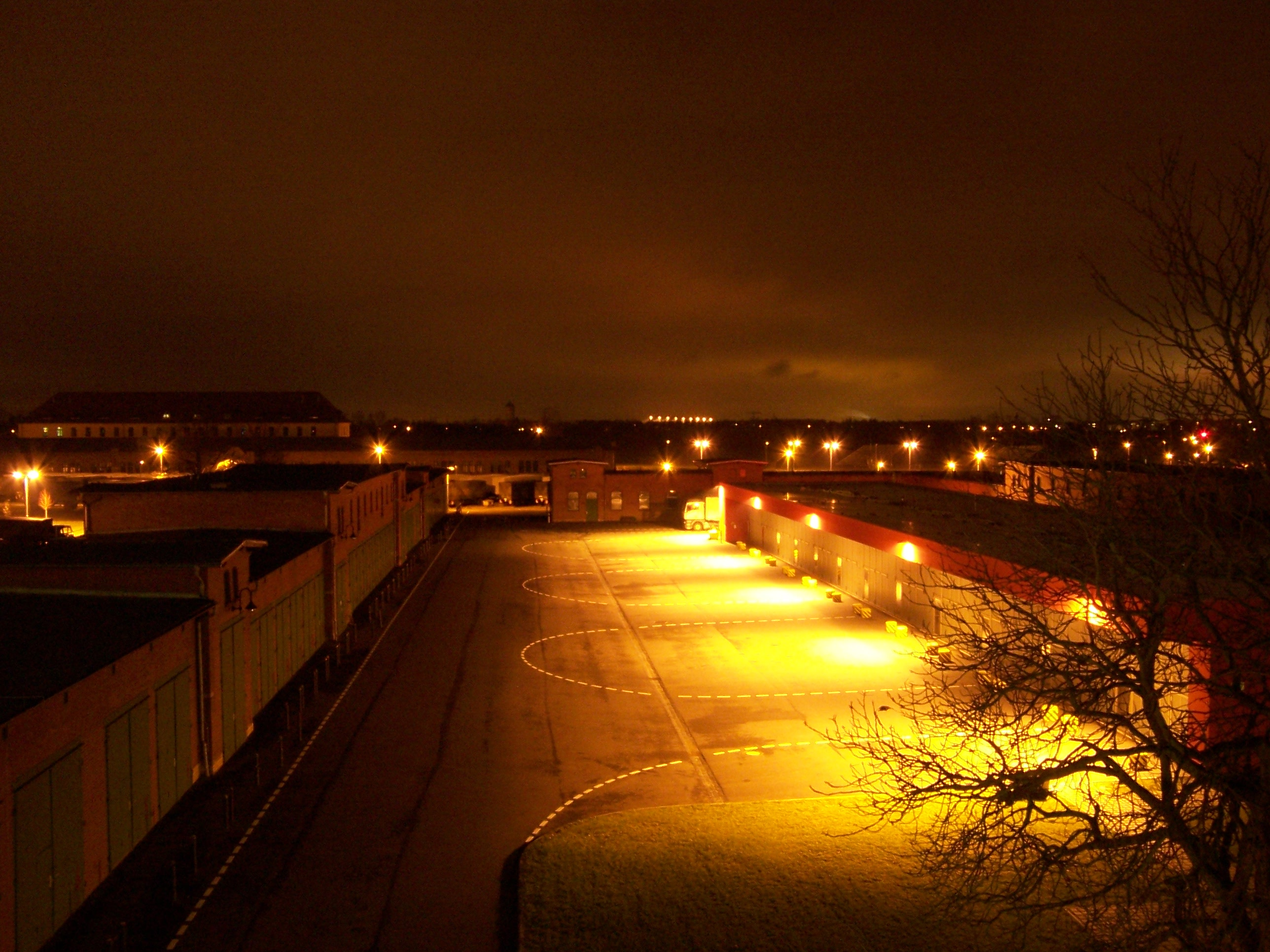
General-Olbricht-Kaserne in Leipzig

- Im Ehrenhof des Berliner Bendlerblocks erinnert seit 1962 eine Gedenktafel an Friedrich Olbricht und seine drei dort mit ihm am Abend des 20. Juli 1944 erschossenen Offizierskameraden.
- In unmittelbarer Nähe der Gedenkstätte Plötzensee in Berlin-Charlottenburg-Nord wurde 1971 der Friedrich-Olbricht-Damm nach ihm benannt.[10]
- In seiner Geburtsstadt Leisnig[1] ist ein Platz unweit seines Geburtshauses nach ihm benannt.
- In Leipzig existieren die General-Olbricht-Kaserne und seit 1947 die Olbrichtstraße.
- In der Dresdner Albertstadt, wo sich ihm zu Gedenken auch eine Gedenkstätte auf dem Nordfriedhof befindet, gibt es außerdem einen Olbrichtplatz.
- In Freiberg wurde bereits in den Nachkriegsjahren die Friedrich-Olbricht-Straße nach ihm benannt.
- In Bautzen wurde 1996 ebenfalls eine Straße nach ihm benannt.
- Olbricht zu Ehren tragen die Offizierlehrgänge des 78. Offizieranwärterjahrgangs des Deutschen Heeres seinen Namen.